# Bitdefender
Bitdefender er en suite antivirus-software udviklet af det rumænske softwarefirma Softwin. Det blev lanceret i november 2001 og er per 2014 i sin 17. version. 2014-versionen blev lanceret den 26. juni 2013, og den omfatter flere forbedringer inden for beskyttelse og ydeevne såsom Search Advisor, Performance Optimizer, PC Tuneup og PHOTON teknologi. Bitdefender er repræsenteret i mere end 100 lande og har flere end 400 millioner brugere og samarbejder med firmaer som IBM og Virgin.
I marts 2014 blev Bitdefender, sammen med Symantec, valgt af Moderniseringsstyrelsen til at beskytte den danske stat imod IT-trusler. Aftalen er treårig og løber frem til 31. december 2016.

## Historie
Bitdefender erstattede Softwins tidligere AVX  (AntiVirus eXpert) produktlinje. Fra 1996 til 2001 tilbød AVX opdatering uden intervention fra brugeren. Derudover blev en intern browser, der scannede og monitorerede alle downloadede filer tilgængelig verden over. AVX var pioneer inden for forbrugsbaseret blokering af programmer og var det første antivirus-software, der indeholdt personlige firewall tjenester.[kilde mangler]

## Produkter
Blandt Bitdefenders produkter findes antivirusprogrammer til private og virksomheder. Hjemme-udgaven understørrer Microsoft Windows, Symbian OS, Windows Mobile, Mac OS X, Android og iOS. Den professionelle udgave understørre Microsoft Windows, Linux, FreeBSD, Solaris og Mac OS X. Den nuværende version af Home/Home Office inkluderer antivirus, anti-spyware, firewall, e-mail spam filter, backup, tune-up og forældrekontrol.
| Løsninger til private                        | Løsninger til virksomheder                                     | Gratis værktøjer                        |
| -------------------------------------------- | -------------------------------------------------------------- | --------------------------------------- |
| Bitdefender Family Pack 2015                 | Business Solution Suites:                                      | Bitdefender Antivirus Free Edition      |
| Bitdefender Total Security Multi-Device 2015 | Bitdefender Small Office Security (Clients and File Servers)   | Bitdefender Adware Removal Tool for PC  |
| Bitdefender Total Security 2015              | Bitdefender Business Security (Clients, File and Mail Servers) | Bitdefender 60-Second Virus Scanner     |
| Bitdefender Windows 8 Security               | Bitdefender SBS Security (Clients and All Windows Servers)     | Bitdefender Virus scanner for Mac       |
| Bitdefender Internet Security 2015           | Bitdefender Corporate Security (Clients and All Servers)       | Bitdefender Adware Removal Tool for Mac |
| Bitdefender Antivirus Plus 2015              | Endpoint Protection and Management:                            | Bitdefender Mechanic                    |
| Bitdefender Antivirus for Mac                | Bitdefender Client Security                                    | Bitdefender QuickScan                   |
| Bitdefender Install & SetUp                  | Bitdefender Antivirus for Mac - Business Edition               | Bitdefender USB Immunizer               |
| Bitdefender PC Optimizer                     | Bitdefender Antivirus Scanner for Unices                       | Bitdefender Traffic Light               |
| Bitdefender System Repair                    | Critical Server Protection:                                    |                                         |
| Bitdefender Virus & Spyware Removal          | Bitdefender Security for File Servers                          |                                         |
|                                              | Bitdefender Security for Samba                                 |                                         |
|                                              | Bitdefender Security for SharePoint                            |                                         |
|                                              | Gateway Services Protection:                                   |                                         |
|                                              | Bitdefender Security for Exchange                              |                                         |
|                                              | Bitdefender Security for Mail Servers                          |                                         |
|                                              | Bitdefender Security for ISA Servers                           |                                         |

## Priser og anerkendelser
Bitdefenders hjemme-udgave vandt i 2007 "PC Answers Editor's Choice Award".
I juni 2007 havde Bitdefender klaret Virus Bulletin's VB100 uafhængige tests 14 ud af 18 gange.
Bitdefender modtog et udvidet certifikat fra AV Comparatives for dets on-demand scanning, og et standard certifikat for opfangelse af ukendt vira. Bitfenders heuristiske antivirus teknologi blev målt ved at bruge opfangelsesraten for nye og ukendte vira i en test af Anti Malware Test.
I en lignende test foretaget af AV Comparatives i august 2009, modtog Bitdefender et Advanced+ certifikat for at være softwaren med flest opfangelser af vira.
PCMag skrev om Bitdefender 2010: "detected 97 percent of all the threats and completely blocked installation for most of them"..
Bitdefender befinder sig i top tre billigste antivirussoftware ifølge PC World i 2007 
Bitdefender vandt i februar 2014 AV-TEST guldmedalje i kategorierne Beskyttelse og Performance.

## Kritik
Trojan.FakeAlert.5
Den 20. marts 2010 var computere, der kørte 64-bit-versionen
af Bitdefender på Windows, ramt af en fejlagtig opdatering, der klassificerede
hver eneste eksekverbare program som inficeret. Bitdefender markerede filerne
som værende ”Trojan.FakeAlert.5”, hvorefter de blev ført til karantæne.  
Comodo firewall inkompatibilitet
Siden 2012 har Bitdefender ikke kunnet fungere sammen med den anerkendte firewall fra Comodo.
ASUS AiSuite inkompatibilitet
Bitdefender er inkompatibilitet med Asus AiSuite2 og Asus
AiSuite3 -  bundkortoptimeringssoftware,
der følger med Asus’ bundkort, der muliggør automatisk overclocking, power
tuning og kontrol af ventilatorer. Bitdefender hævder, at inkompatibiliteten skyldes
"NDIS Asus driver (WinpkFilter LightWeight Filter), som forhindrer
installationen af nogle Bitdefender filer"